# 奈良インターチェンジ
奈良インターチェンジ（ならインターチェンジ）は奈良県奈良市で事業中の京奈和自動車道（大和北道路）のインターチェンジである。名称は仮称である。

## 道路
- E24 京奈和自動車道
- 第二阪奈道路（構想）

## 接続する道路
- 都市計画道路西九条佐保線（予定）

## 隣
E24 京奈和自動車道（大和北道路）
奈良北IC（仮称・事業中） - 奈良IC（仮称・事業中） - 大和郡山北IC（仮称・事業中）